# Autopista Vasco-Aragonesa
La AP-68, denominada autopista Vasco-Aragonesa en el tramo gestionado por el Estado y autopista Bilbao-Zaragoza en el tramo vasco, y también conocida como autopista del Ebro, es una autopista española que empieza en el enlace 22 de la AP-8 (E-70), en Vizcaya, y finaliza en el enlace 246 de la autovía A-68 (autovía del Ebro), en Zaragoza. Fue adjudicada en el año 1973. Esta autopista fue construida entre 1975 y 1980, y anteriormente se denominaba A-68. Mide unos 291,8 km.
La concesionaria de la autopista es Avasa (Autopista Vasco-Aragonesa), propiedad de Abertis.

## Caducidad de la concesión
En 2000, el Gobierno, bajo la presidencia de José María Aznar, amplió la concesión de la autopista, que vencía en 2011, hasta 2026, haciendo imposible su rescate. Esta medida fue duramente criticada por las comunidades autónomas de Aragón y del País Vasco, gobernadas entonces por el PSOE y el PNV, respectivamente. A cambio de la prórroga de la concesión, se abarataron determinados peajes.
La fecha final de la concesión es el 10 de noviembre de 2026.
El tramo de la AP-68 dentro del País Vasco se traspasó por el Gobierno en funciones de Pedro Sánchez en diciembre de 2019 al gobierno autonómico vasco como parte del acuerdo entre los partidos políticos PSOE y PNV para la ratificación de Pedro Sánchez como presidente del Gobierno tras las elecciones de abril de 2019, repetidas en noviembre de 2019. El traspaso se reguló mediante el R.D. 314/2019 de 26 de abril. Posteriormente, el Gobierno Vasco, que no gestiona competencias en infraestructuras viarias, traspasó las competencias a las diputaciones forales de Álava y de Vizcaya en sus respectivos ámbitos provinciales.

## Peajes subvencionados
La concesionaria de la autopista ha firmado acuerdos con el Gobierno de La Rioja y con la Diputación General de Aragón para posibilitar la gratuidad de algunos tramos, siempre que se utilice el dispositivo VIA-T. En los tramos comprendidos entre el enlace de Cenicero (10) y el de Agoncillo (13), ambos inclusive, e intermedios, los peajes son gratuitos para los usuarios de VIA-T.
Desde el 1 de febrero de 2008, los vehículos ligeros que realicen la ida y la vuelta en un periodo de 24 horas, en cualquier trayecto entre los enlaces de Haro (9) y Alfaro (16), ambos inclusive, e intermedios, los peajes son gratuitos para los usuarios de VIA-T. Hasta esa fecha, solo el peaje del trayecto de vuelta era gratuito, en las mismas condiciones.
Desde el 1 de febrero de 2009, si se realiza la ida y la vuelta en un periodo de 24 horas en cualquier trayecto entre los enlaces de Gallur (19) y Zaragoza (23), es gratuita para vehículos ligeros, y siempre que sea el mismo recorrido el de ida y el de vuelta y se use el mismo dispositivo VIA-T.
En el tramo del País Vasco se aplica un "peaje social", limitado únicamente a los ciudadanos empadronados en Álava, con descuentos para aquellos que realizan más de 25 viajes al mes.
En 2008 se concluyó la construcción del tramo navarro de la autovía A-68 en paralelo a la autopista. En Aragón se está siguiendo actualmente la misma estrategia y está previsto concluir la obra en los próximos años. En La Rioja, si bien no se prevé de momento el desdoblamiento de la N-232, se encuentra en obras la ronda Sur de Logroño, que una vez terminadas las conexiones adecuadas consistirá en la AP-68 libre de peaje en el tramo Arrúbal-Fuenmayor.

## Tráfico (intensidad media diaria)
La intensidad media diaria (IMD) registrada en 2013 alcanzó los 11 223 vehículos al día. Esto supone un descenso de un 5,2 % con respecto a 2012 y de un 36,6 % desde 2007. La cifra más alta hasta la fecha corresponde a 2007, con una IMD de 17 712. El tráfico de camiones contabilizado en 2013 fue de 1111 vehículos diarios, lo que supone un descenso de un 1,1 % con respecto a 2012 y de un 41,2 % desde los máximos de 2007.
Los meses de verano son en los que se contabiliza más tráfico (alcanzando una IMD de 15 573 vehículos diarios en agosto de 2013), y el invierno cuando se registran las cifras más bajas (IMD de 8682 en enero de 2013).
Hasta 2007, año en el que empezó a descender el tráfico de forma significativa, el crecimiento de tráfico en la autopista fue prácticamente continuo, muy especialmente en la última década. De hecho, en 1990 tan solo registraba una IMD de 6870 vehículos al día y en 1999 la IMD se situaba en 9002.
A partir de diciembre de 2017, los camiones y autobuses de más de tres ejes deben circular en el tramo Zambrana-Tudela por la AP-68, medida que incrementó notoriamente el tráfico pesado de la autopista.

## Tramos
| Denominación | Tramo                      | Kilómetros | Año servicio |
| ------------ | -------------------------- | ---------- | ------------ |
| E-804 AP-68  | Bilbao AP-8 - Areta        | 14         | 1978         |
| E-804 AP-68  | Areta - Altube             | 23         | 1978         |
| E-804 AP-68  | Altube - Zambrana          | 37         | 1980         |
| E-804 AP-68  | Zambrana - Cenicero        | 38         | 1980         |
| E-804 AP-68  | Cenicero - Agoncillo       | 37,7       | 1980         |
| E-804 AP-68  | Agoncillo - Calahorra      | 31         | 1979         |
| E-804 AP-68  | Calahorra - Alfaro         | 27         | 1979         |
| E-804 AP-68  | Alfaro - Tudela            | 5          | 1978         |
| E-804 AP-68  | Tudela - Gallur            | 30         | 1978         |
| E-804 AP-68  | Gallur - Alagón            | 23         | 1978         |
| E-804 AP-68  | Alagón - Zaragoza A-2 Z-40 | 23         | 1978         |

## Salidas
| Número de Salida | Nombre de Salida                                                                 | Carretera que enlaza |
| ---------------- | -------------------------------------------------------------------------------- | -------------------- |
|                  | Bilbao                                                                           | E-70 AP-8 A-8        |
| 1 km. 5          | Arrigorriaga - Ugao/Miraballes Basauri San Sebastián - Francia                   | BI-625 E-5 A-8       |
| km. 6            | Área de Servicio de Arrigorriaga                                                 |                      |
| 2 km. 11         | Areta - Arrancudiaga                                                             | BI-625               |
| km. 12           | Área de Descanso                                                                 |                      |
| km. 13           | Peaje de Bilbao                                                                  |                      |
| 3 km. 14         | Llodio - Areta - Orozco                                                          | A-625                |
|                  | Álava / Vizcaya km. 22                                                           |                      |
| km. 25           | Área de Descanso                                                                 |                      |
| 4 km. 30         | Ziorraga - Amurrio                                                               | A-624                |
| km. 37           | Área de Servicio de Altube                                                       |                      |
| 5 km. 37         | Vitoria - Pamplona Murgia - Izarra - Orduña                                      | N-622                |
| km. 47           | Área de Descanso                                                                 |                      |
| 6 km. 54         | Pobes - Nanclares                                                                |                      |
| km. 64           | Área de Servicio de Igay                                                         |                      |
| 7 km. 68         | Burgos - Vitoria                                                                 | E-5 E-80 A-1 AP-1    |
| 8 km. 72         | Miranda de Ebro-Zambrana                                                         | N-124                |
|                  | La Rioja LA RIOJA / Álava PAÍS VASCO km. 77 (Radar en km. 78,890 sentido Bilbao) |                      |
| km. 81           | Área de Descanso                                                                 |                      |
| 9 km. 87         | Haro - Santo Domingo de la Calzada                                               | N-126                |
| km. 93           | Área de Descanso                                                                 |                      |
| km. 100          | Área de Servicio de San Asensio                                                  |                      |
| 10 km. 111       | Cenicero - Nájera                                                                | LR-113               |
| km. 115          | Área de Descanso                                                                 |                      |
| 11 km. 119       | Navarrete - Fuenmayor                                                            | A-12 LR-137          |
| km. 125          | Área de Descanso                                                                 |                      |
| 12 km. 127       | Logroño Soria                                                                    | LO-20 N-111          |
| km. 136          | Área de Servicio de Logroño                                                      |                      |
| 12 B km. 137     | Logroño Pamplona                                                                 | LO-20                |
| 13 km. 143       | Agoncillo - polígono de El Sequero - Aeropuerto de Logroño                       | N-232 LO-20          |
| km. 154          | Área de Descanso                                                                 |                      |
|                  | COMUNIDAD FORAL DE NAVARRA / La Rioja LA RIOJA km. 162                           |                      |
| 14 km. 164       | Lodosa-Pradejón                                                                  | NA-123               |
| km. 165          | Área de Descanso                                                                 |                      |
|                  | La Rioja LA RIOJA / COMUNIDAD FORAL DE NAVARRA km. 166                           |                      |
| 15 km. 175       | Calahorra - Arnedo (Radar en Km. 175,9 sentido Bilbao)                           | LR-134               |
| km. 176          | Área de Servicio de Calahorra                                                    |                      |
| km. 186          | Área de Descanso                                                                 |                      |
| km. 196          | Área de Descanso                                                                 |                      |
|                  | COMUNIDAD FORAL DE NAVARRA / La Rioja LA RIOJA km. 202                           |                      |
| 16 km. 202       | Alfaro - Corella                                                                 | NA-6920 LR-287       |
| km. 206          | Área de Descanso                                                                 |                      |
| 17 km. 208       | Pamplona                                                                         | AP-15                |
| km. 213          | Área de Descanso                                                                 |                      |
| 18 km. 219       | Tudela - Tarazona                                                                | E-804 A-68 N-121     |
| km. 222          | Área de Servicio de Tudela                                                       |                      |
|                  | Provincia de Zaragoza ARAGÓN / COMUNIDAD FORAL DE NAVARRA km. 237                |                      |
| km. 240          | Área de Descanso                                                                 |                      |
| 19 km. 249       | Gallur - Borja                                                                   | N-122 A-127          |
| km. 254          | Área de Servicio de Gallur                                                       |                      |
| km. 261          | Área de Descanso                                                                 |                      |
| km. 270          | Área de Descanso                                                                 |                      |
| 20 km. 272       | Alagón - Figueruelas                                                             | A-68                 |
| km. 274          | Peaje de Alagón                                                                  |                      |
| 21 km. 274       | Alagón - Tauste                                                                  | A-126                |
| km. 283          | Área de Servicio de Sobradiel                                                    |                      |
|                  | Continúa hacia Zaragoza por A-68                                                 | A-68                 |